# Procol Harum Live with the Edmonton Symphony Orchestra
Procol Harum Live with the Edmonton Symphony Orchestra è un album dei Procol Harum, pubblicato nel 1972.

## Tracce
1. "Conquistador"
2. "Whaling Stories"
3. "A Salty Dog"
4. "All This And More"
5. "In Held Twas In I":
  1. "Glimpses Of Nirvana"
  2. "Twas Teatime At The Circus"
  3. "In The Autumn Of My Madness"
  4. "Look To Your Soul"
  5. "Grand Finale"

## Formazione
- Chris Copping - organo
- Alan Cartwright - basso
- B.J. Wilson - batteria
- Dave Ball - chitarra
- Gary Brooker - pianoforte e voce
- Keith Reid - testi

Con la partecipazione di:
- Edmonton Symphony Orchestra
- The Da Camera Singers